# Súnjata
A súnjata, (szanszkrit: शून्यता; páli: suññatā; magyar fordítása üresség) egy buddhista koncepció, amely – az elméleti szövegkörnyezettől függően – többféle jelentéssel bír. A théravada buddhizmusban a súnjata gyakran utal a tapasztalás öt halmazának nem-én (páli: anatta, szanszkrit: anātman) természetére és a hat érző birodalomra. A súnjata kifejezés szintén jelölhet egy meditatív állapotot vagy élményt.
A 14. Dalai Láma elmondása szerint (gelug iskola):
|  | „Az üresség elmélete szerint nem elfogadható az a hit, amely szerint az objektív valóság a független létezés feltételezésére alapozna. Minden dolog és történés – akár ‘anyagi’, mentális vagy akár elvont koncepció, mint az idő – mentes az objektív, minden mástól független létezéstől […] a dolgok és a történések olyan értelemben 'üresek', hogy sohasem tartalmazhatnak semmilyen megváltoztathatatlan elemet, belső lényegi valóságot avagy abszolút ‘létezést’, amely megengedhetné magának a függetlenséget.” |
|  | |

## Az elnevezés eredete
A szó az indoeurópai alapnyelv k̑eu- tővéből ered, amely azt jelenti, hogy  'felduzzad' vagy 'megnő'. A sunya szó töve a svi, mely azt jelenti „felfúvódott”, amihez hozzá jön a -ta -ség, innen jön az „üregesség”. 
A súnjata (szanszkrit) egy főnévi alak, amely a śūnya vagy śhūnya – nulla, semmi – melléknévből képződik -ta raggal. Innen jön az, hogy magyarul a súnjatát „ürességnek” fordítjuk.

## A koncepció kialakulása
A régmúltban több filozófiai iskola, illetve nézet (szanszkrit: siddhānta) is kialakult a buddhizmuson belül az üresség pontos filozófiai jelentésének magyarázata közben.
A történelmi Buddha ideje után az ürességet tovább fejlesztette Nágárdzsuna és a madhjamaka iskola, amely egy korai mahájána iskola volt. Az üresség („pozitív” értelemben) a buddha-természetét leíró művek fontos témája is volt, amely fontos szerepet játszott később a mahájána tanok és gyakorlatok kialakulásában.